# Zloganje
Zloganje je naselje u slovenskoj Općini Škocjanu. Zloganje se nalazi u pokrajini Dolenjskoj i statističkoj regiji Jugoistočnoj Sloveniji. 

## Stanovništvo
Prema popisu stanovništva iz 2002. godine naselje je imalo 134 stanovnika.